# Otto Ammon
Otto Georg Ammon (Karlsruhe, 7 dicembre 1842 – Karlsruhe, 14 gennaio 1916) è stato un antropologo tedesco.

## Biografia
Ammon era un ingegnere dal 1863 al 1868.
Nel 1883 guidò un'esplorazione geografica e geologica. Nel 1887 condusse delle ricerche antropologiche e dal 1887 in poi fu membro della Ancient Karlsruher Association e dell'Associazione di scienze naturali. Nel 1904 conseguì il dottorato ad honorem dall'Università di Friburgo.
È meglio conosciuto per il suo capolavoro, Selezione naturale tra gli umani (1883), in cui sosteneva che all'interno delle aristocrazie europee si trova una percentuale significativamente più alta di persone di discendenza germanica.

## Opere
- Natürliche Auslese beim Menschen, 1893
- Zur Anthropologie der Badener, 1899
- Gesellschaftsordnung und ihre natürliche Anlage, 1900